# BZK Emakumeen Bira-Smurfit Kappa
El  BZK Emakumeen Bira-Smurfit Kappa (código UCI: BZK), es un equipo ciclista femenino amateur que tiene su sede en la localidad vizcaína de Yurreta en el País Vasco (España). Durante su primer año fue profesional pesar de ello la mayoría de sus corredoras fueron amateurs, incluso llegando a usar sus propias bicicletas particulares, debido a que la reglamentación es similar a la de los equipos de categoría Continental masculinos ya que la Real Federación Española de Ciclismo no ha puesto reglas más estrictas para los equipos femeninos registrados en dicho país.
Forma parte de la estructura de la Iurretako Emakumeen Bira Ziklismo Kirol Elkartea, organizador de la Emakumeen Bira. Sus patrocinadores son el Ayuntamiento de Yurreta, Smurfit Kappa y Carletti. La creación de este equipo produjo que la pequeña comarca vizcaína del Duranguesado, aparte de disputarse ahí las dos únicas carreras femeninas profesionales en España (Durango-Durango Emakumeen Saria y Emakumeen Euskal Bira), tuviese además dos equipos Femeninos UCI, teóricamente profesionales, este y el Bizkaia-Durango.

## Historia del equipo
El equipo anunció su intención de participar en pruebas internacionales, la mayoría de categoría UCI, sin embargo solo participó en la primera de ellas, en abril: Mont Pujols (prueba amateur puntuable para la Copa de Francia); donde también acudió su equipo filial, destacando con un 11.er puesto de María del Mar Bonnin.
En cuanto a las carreras nacionales logró romper el duopolio del Lointek y Bizkaia-Durango y participó en las tres carreras internacionales UCI de España: Durango-Durango Emakumeen Saria, Emakumeen Euskal Bira y La Madrid Challenge by la Vuelta. En esas pruebas profesionales su mejor puesto fue el 32.º de Maria del Mar Bonnin en la prueba madrileña. Otra corredora destacada fue Gloria Rodríguez que obtuvo el 7.º puesto en el Campeonato de España en Ruta y fue 3 veces seleccionada por la Selección de España para correr pruebas internacionales.
A finales de año se anunció que Eneritz Iturriaga, junto a otras corredoras, se iban a marchar a un nuevo proyecto de equipo femenino sub-23 auspiciado por Cafés Baqué. Mientras, las más destacadas que eran también las más veteranas del equipo marcharon al Lointek. Todo ello supuso una desintegración total del equipo que hizo que de cara al 2016 el equipo descendiese a la categoría amateur. Aun así mantuvo su equipo filial para las corredoras más jóvenes.
El propio mánager general de la formación admitió que fue un error correr en esa categoría internacional ya que no disponían ni de los medios ni de ciclistas adecuadas para ello.

## Equipo filial
El equipo tiene un filial de categoría amateur llamado CAF Transport Engineering, patrocinado por la empresa del mismo nombre del grupo CAF. Se creó en 2014 y en ese año anunció su participación en la Durango-Durango Emakumeen Saria 2014 aunque finalmente oficialmente lo tuvo que hacer como "equipo mixto 1" reforzado con corredoras como Rachel Neylan; además también se anunció su participación la Emakumeen Euskal Bira 2014 como "equipo mixto" pero no pudieron participar por un defecto de forma en las licencias.

## Sede
Tiene su sede en Yurreta (Zubiaurre, 2-Bajo. P.O. Box 44).

## Equipación
| 2015 | 2016 |

## Clasificaciones UCI
La Unión Ciclista Internacional elabora el Ranking UCI de clasificación de los ciclistas y equipos profesionales. El equipo no obtuvo puntos en su única temporada como profesional, la 2015.